# Al-Wahda Damasco
O Al-Wahda Sports Club é um clube de futebol com sede em Damasco, Síria. A equipe compete no Campeonato Sírio de Futebol.

## História
O clube foi fundado em 1928.

## Treinadores
- Sameer Soukieh (1995-2001)
- Nenad Stavrić (2001–06)
- Mansour Al Haj Saied (2006)
- Ayman Al Hakeem (2006–07)
- Costică Ştefănescu (2007)
- Muhammad Jomma (2007–08)
- Nizar Mahrous (2008)
- Assaf Khalefa (2009)
- Faruk Kolović (2009)
- Nizar Mahrous (2009–11)
- Ayman Hakeem (2012)
- Hussam Al Sayed (2012)
- Mohannad Al Fakir (2013)
- Rafat Muhammad (2013–)